# Piper ucayalianum
Piper ucayalianum är en pepparväxtart som beskrevs av William Trelease. Piper ucayalianum ingår i släktet Piper och familjen pepparväxter. Inga underarter finns listade i Catalogue of Life.